# Borstelsteenvliegen
Borstelsteenvliegen (Perlidae) vormen een familie van insecten uit de orde steenvliegen (Plecoptera).

## Uiterlijke kenmerken
Het lichaam is bruin tot geelachtig van kleur, de meeste soorten bereiken een lichaamslengte van 1 tot 4,8 centimeter. Borstelsteenvliegen hebben drie paar goed ontwikkelde, forse en behaarde poten, de voet of tarsus draagt scherpe klauwtjes. De voorpoten zijn langer dan de middelste poten en het achterste potenpaar is het kortst.
De twee paar geaderde vleugels zijn goed ontwikkeld en zijn iets vliezig en transparant. Het eerste paar vleugels is iets langer, smaller en steviger dan het tweede paar, dat in rust wordt overlapt door het eerste paar. Het tweede vleugelpaar kan waaiervormig opgevouwen worden. De vleugels worden plat op hun rug gevouwen, in tegenstelling tot vele andere insecten die hun vleugels meer dakvormig tegen elkaar vouwen.
De vrij grote kop bevat stevige, draadvormige voelsprieten (filiform), alsmede twee goed ontwikkelde, samengestelde facetogen en drie enkelvoudige ogen of ocelli, die een driehoekje op het achterhoofd vormen.
Het schildvormige borststuk is gedrongen en het betrekkelijk korte achterlijf rolrond of een beetje afgeplat met aan het einde twee lange cerci (staartaanhangsels). Deze zijn samengesteld uit meerdere leden, waardoor ze een sprekende gelijkenis vertonen met de antennes.

## Levenswijze
Borstelsteenvliegen zijn betrekkelijk traag en zijn zelden actief. Het zijn net als andere steenvliegen geen goede vliegers. Ze zitten bewegingsloos op boomstronken, rotsen of bladeren. Ze verwijderen zich zelden van de oever en zijn enkel actief in de ochtend- en avondschemering.
Mede door de sterk gereduceerde monddelen kunnen ze in dit stadium ook geen vast voedsel opnemen. Ze drinken door het vocht op planten of stenen op te likken. Mogelijk voeden ze zich met honingdauw, bladschimmels en zoete afscheiding van bladeren. Sommige soorten voeden zich alleen met zachte plantdelen of algen.

## Voortplanting
Borstelsteenvliegen leven enkele dagen tot vijf weken en houden zich voornamelijk bezig met het zorgen voor nageslacht. De paring vindt plaats op de bodem of langs de oever. Het vrouwtje zoekt een gunstige plek in het water, steekt er vervolgens haar achterlijf in en zet de eitjes in pakketten van 100 tot 400 stuks (soms tot 1000 stuks) af. Na 3 tot 4 weken komen de eieren uit en komen de larven tevoorschijn. Na de paring of eiafzetting eindigt hun levenscyclus.

## Verspreiding en leefgebied
Deze groep komt wereldwijd voor in bergachtige of heuvelachtige streken in meren, rivieren en in begroeiing langs stromende wateren, behalve in Australië. Er is een voorkeur voor een rijke vegetatie.

## In Nederland waargenomen soorten
- Genus: Dinocras
  - Dinocras cephalotes
- Genus: Marthamea
  - Marthamea selysii
- Genus: Perla
  - Perla abdominalis